# Persoonlijk ordinariaat van Onze-Lieve-Vrouw van Walsingham
Het Persoonlijk ordinariaat van Onze-Lieve-Vrouw van Walsingham  (Latijn: Dominae Nostrae Valsinghamensis in Anglia et Cambria; Engels: Personal Ordinariate of Our Lady of Walsingham) is binnen de Rooms-Katholieke Kerk in Engeland, Wales en Schotland de kerkrechtelijke structuur die het mogelijk maakt voor anglicanen toe te treden tot de Rooms-Katholieke Kerk.
Het ordinariaat, met de jurisdictie van een bisdom, vloeide voort uit Anglicanorum Coetibus. Met deze apostolische constitutie uit 2009 bedoelde paus Benedictus XVI de mogelijkheid te openen voor anglicanen om – met behoud van een deel van hun tradities – in volle communio met de Rooms-Katholieke Kerk te geraken. De eerste ordinarius van het ordinariaat is Keith Newton, voormalig bisschop van het bisdom Richborough binnen de Kerk van Engeland. Hijzelf ontving, evenals andere ambtsbedienaren, opnieuw de wijding tot priester, waarin de apostolische constitutie voorzag. Tot zijn taken behoort onder andere het organiseren van catechese aan die anglicanen die willen overstappen naar de Kerk van Rome.
De Rooms-Katholieke Kerk ziet de oprichting van het ordinariaat als een bijdrage aan de oecumene. Critici menen dat juist dit ordinariaat bijdraagt aan het imago van een Kerk die meent dat oecumene vooral het verlof tot terugkeer inhoudt. De oprichting van het ordinariaat werd immanent sinds verschillende anglicanen zich ongemakkelijk voelden bij de koers van de Kerk waarin – onder meer – vrouwen werden gewijd tot het priesterschap en (in de Verenigde Staten) iemand met een openlijke homoseksuele relatie tot bisschop werd benoemd. Het ordinariaat biedt dus een thuis aan behoudende anglicanen die zich om allerlei redenen niet meer thuisvoelden bij hun eigen kerk. Het betreft anno 2012 ongeveer 900 gelovigen.
Het ordinariaat is vernoemd naar Onze-Lieve-Vrouw van Walsingham, sinds de middeleeuwen het belangrijkste Mariabedevaartsoort in Engeland.